# Sibylle Christine von Anhalt-Dessau

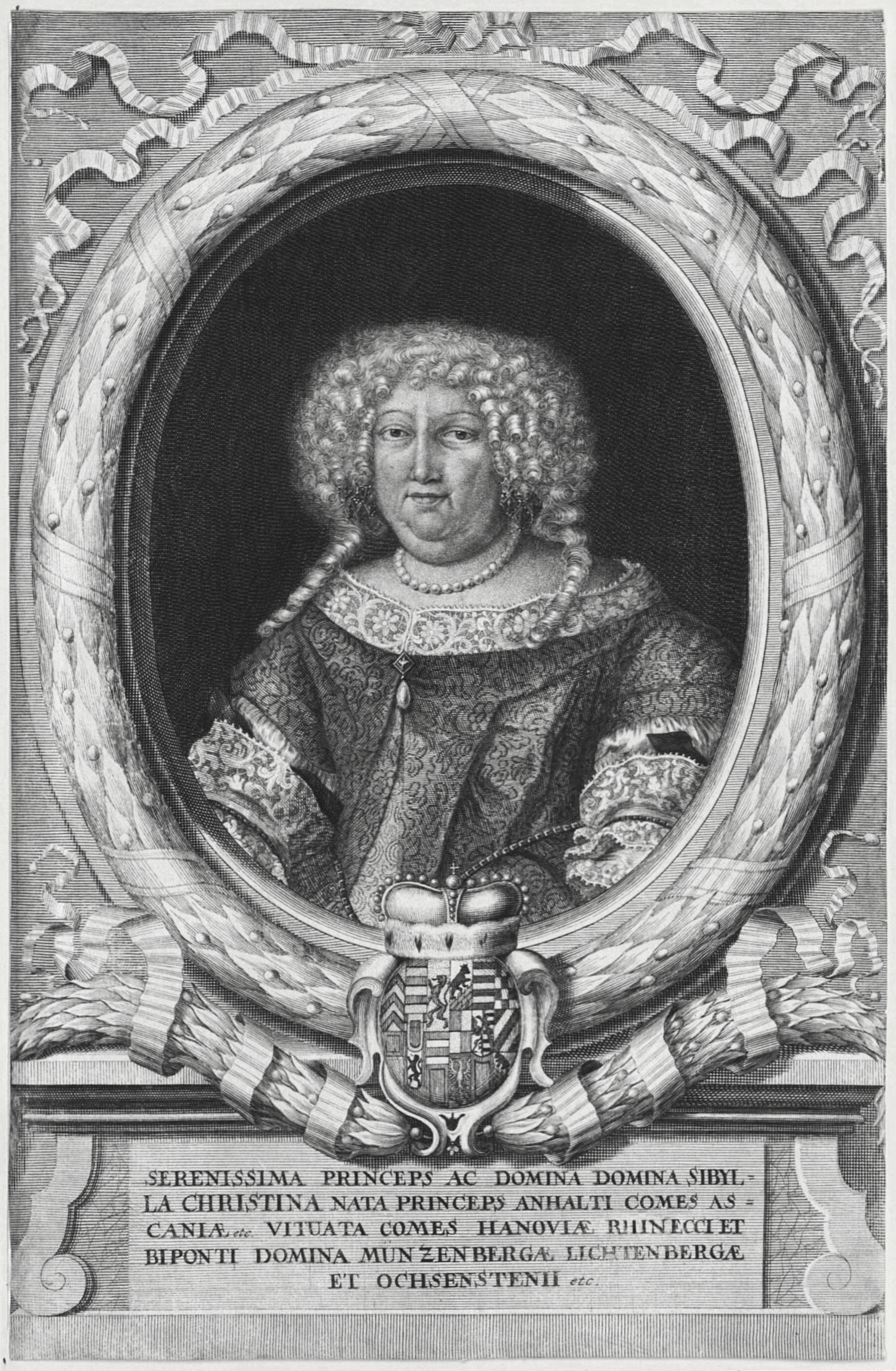
Sibylle Christine von Anhalt-Dessau

Prinzessin Sibylle Christine von Anhalt-Dessau (* 10. Juni 1603 in Dessau; † 11. Februar 1686 in Hanau) war eine Tochter des Fürsten Johann Georg I. von Anhalt-Dessau (* 1567; † 1618) und Dorothea von Pfalz-Simmern.

## Biografie

### Erste Ehe
Sibylle Christine heiratete am 16. Dezember 1627 in erster Ehe Graf Philipp Moritz (* 1605; † 1638) von Hanau-Münzenberg. Aus dieser Ehe gingen hervor:
1. Sibylle Mauritania (* 2. November 1630; † 24. März 1631)
2. Adophine (* 31. Oktober 1631; † 22. Dezember 1631)
3. Philipp Ludwig III. (* 26. November 1632; † 12. November 1641), folgte seinem Vater in der Regierung der Grafschaft Hanau-Münzenberg
4. Johann Heinrich (* 3. Mai 1634[2]; † 28. Oktober 1634[3], in Metz)
5. Louise Eleonore Belgica (* 3. März 1636 in Metz; † noch im gleichen Jahr in Den Haag, dort beigesetzt)

Nach dem Tod ihres ersten Mannes übernahm sie die Regentschaft für ihren noch unmündigen Sohn, Philipp Ludwig III. Nachdem auch dieser 1641 gestorben war, bezog Sibylle Christine ihren Witwensitz, das Schloss Steinau in Steinau an der Straße.

### Zweite Ehe
Philipp Ludwig III. wurde von Graf Johann Ernst (* 1613; † 1642) von Hanau-Münzenberg-Schwarzenfels beerbt. Dieser war das letzte männliche Glied des Hauses Hanau-Münzenberg. Er starb bereits 1642. Ihm folgte Friedrich Casimir von Hanau (* 1623; † 1685) aus der lutherischen Linie Hanau-Lichtenberg des Hauses Hanau. Sein Regierungsantritt erfolgte in einer für die Grafschaft durch den Dreißigjährigen Krieg finanziell prekären Situation. Als Gräfin-Witwe konnte Sibylle Christine erhebliche Forderungen an die Grafschaft stellen. Um diese und die erforderliche finanzielle Ausstattung einer „neuen“ Gemahlin zu vermeiden, wurde sie am 13. Mai 1647 mit dem um 20 Jahre jüngeren, inzwischen volljährigen Friedrich Casimir verheiratet. Die Lösung hatte den Vorteil, dass Sibylle Christine reformierten Glaubens war und diese Ehe die reformierten Untertanen beruhigte, die eine weit überwiegende Mehrheit in der Grafschaft Hanau-Münzenberg bildeten und dem Lutheraner Friedrich Casimir misstrauisch gegenüberstanden. Die Ehe blieb kinderlos. Sie war von weiteren Differenzen geprägt, wohl auch, weil Friedrich Casimir bei seinem stetig hohen Geldbedarf auch auf das Vermögen seiner Frau zurückgriff.

### Witwe
Nach dem Tod auch ihres zweiten Mannes zog sich Sibylle Christine 1685 erneut auf ihren Witwensitz, Schloss Steinau, zurück. Sie starb am 11. Februar 1686 als letztes Mitglied reformierter Konfession des Hanauer Grafenhauses, was die reformierte Mehrheit der Untertanen schwer getroffen hat. Zu ihrer Beisetzung in einem Zinnsarg am 25. März 1686 in der Familiengruft der Marienkirche in Hanau erschien eine Leichenpredigt.

## Verweise
1. ↑  Abweichend: Dek, S. 29: * 11. Juli 1603; † 21. Februar 1686
2. ↑  Nach Zimmermann, S. 681, an anderer Stelle wird der 1. Mai 1634 genannt, was aber unzutreffend sein soll
3. ↑  Nach Bernhard, S. 360: 10. November 1634
4. ↑  Suchier, Grabmonumente, zitiert aus dem Kirchenbuch der Marienkirche in Hanau: „Ist also die Reformierte Herrschaft gantz ausgestorben, keinen Reformierten Herrn haben wir mehr, aber noch einen Reformierten Gott, ich meine, der auf unserer Seite sein wirdt“.
5. ↑  Johann Hacke [Hakenius] (* 1644; † 1701): [Leichenpredigt]. Hanau (bei Abraham Aubry) 1687. Nachweis: Katalog der Leichenpredigten und sonstigen Trauerschriften im Hessischen Staatsarchiv Marburg = Marburger Personalschriftenforschung 14. Sigmaringen 1992. Der Autor war der Hof- und Stadtprediger, Erster reformierter Pfarrer und Vorsitzender des reformierten Konsistoriums in Hanau.

| Personendaten    | Personendaten                       |
| ---------------- | ----------------------------------- |
| NAME             | Sibylle Christine von Anhalt-Dessau |
| ALTERNATIVNAMEN  | Sibylla Christina von Hanau         |
| KURZBESCHREIBUNG | Gräfin von Hanau                    |
| GEBURTSDATUM     | 10. Juni 1603                       |
| GEBURTSORT       | Dessau                              |
| STERBEDATUM      | 11. Februar 1686                    |
| STERBEORT        | Hanau                               |